# 伊尔哈特 (南卡罗来纳州)
伊尔哈特（英文：Ehrhardt），是美国南卡罗来纳州下属的一座城市。城市类型是“Town”。其面积大约为3.11平方英里（8.06平方公里）。根据2010年美国人口普查，该市有人口545人，人口密度约为每平方 英里175.13人（约合每平方公里67.62人）。